# 2016 год в театре

## События
- 3 апреля — в Королевском театре Ковент-Гарден (Лондон) прошла церемония вручения премии Лоренса Оливье. Награду за лучшую новую пьесу вручили «Палачам» Мартина Макдонаха, а лучшим новым мюзиклом был признан «Чумовые боты».
- 12 июня — в концертном зале «Радио Сити Мьюзик Холл» (Нью-Йорк) прошла 70-я церемония вручения премии «Тони», на которой мюзикл «Гамильтон» установил рекорд, будучи представленным 16 раз в 13 номинациях и выиграв 11 из них.
- 9 октября — мюзикл Эндрю Ллойда Уэббера «Призрак Оперы» отметил тридцатилетие со дня премьеры.

### Премьеры
- 12 февраля — премьера балета «Без бретельки» по картине Джона Сарджента «Портрет мадам Икс». Постановка Кристофера Уилдона, либретто Шарлотт Уэстерна и Кристофера Уилдона по книге Деборы Дэвис, музыка М.-А. Турнажа, сценография Боба Кроули (Виржини Готро — Наталья Осипова, Джон Сарджент — Эдвард Уотсон, доктор Поцци — Федерико Бонелли, Альбер де Бельрош — Мэтью Болл, Королевский балет, Лондон).
- 14 февраля — премьера одноактного балета «Любовь есть везде» (музыка Игоря Стравинского, хореография Ивана Васильева; Михайловский театр, Санкт-Петербург).
- 17 февраля — премьера мюзикла Лин-Мануэля Миранды «Гамильтон» во внебродвейском Публичном театре.
- 17 марта — мировая премьера рок-оперы «Преступление и наказание» по одноимённому роману Фёдора Достоевского («Театр мюзикла», Москва).
- 15 апреля — премьера одноактных балетов «Морфий» на музыку Густава Малера, «Слепая связь» на музыку Макса Рихтера и «Болеро» на музыку Мориса Равеля (хореография Ивана Васильева, Эрмитажный театр, Санкт-Петербург).
- 25 мая — мировая премьера балета «Люблю тебя, Петра творенье...» (позднее название было изменено на «Бронзовый кумир»; музыка Рейнгольда Глиэра, хореография Лара Любовича; Михайловский театр, Санкт-Петербург).
- 4 июля  — премьера балета «Скрипичный концерт № 2» Антона Пимонова на музыку Второго концерта для скрипки с оркестром С. С. Прокофьева в Мариинском театре Санкт-Петербурга
- 8 октября — премьера мюзикла «Анна Каренина» по одноимённому роману Льва Толстого (театр «Московская оперетта», Москва). В истории мирового театра это уже пятая адаптация романа под мюзикл.
- 31 декабря — мировая премьера балета «Рождественская история» (хореография Ивана Васильева, Михайловский театр, Санкт-Петербург).

### Фестивали
- 28 марта — В Саратове в Международный день театра состоялось награждение лауреатов VIII областного театрального фестиваля «Золотой Арлекин».
- 17 мая — в Большом театре названы лауреаты премии «Бенуа танца». Ими стали хореографы Йохан Ингер[фр.] и Юрий Посохов, балерины Алисия Аматриан и Ханна О’Нил, танцовщик Ким Кимин, художник Жен Дуньшень.

## Деятели театра
- 6 и 10 января — в Париже, в Театре Елисейских Полей официально попрощались со сценой танцовщик и балетмейстер Матс Эк и его супруга Ана Лагуна.

### Скончались
- 3 января — Хенрик Юрковский, польский режиссёр, историк, теоретик театра кукол, педагог, драматург, театральный критик.
- 24 января — Ивонн Шуто[англ.], балерина и педагог, одна из «пяти лун[англ.]» американского балета.
- 8 февраля — Виолетт Верди, балерина, педагог и деятель хореографии французского происхождения.
- 3 марта — Наталья Крачковская, советская и российская актриса.
- 1 апреля —  Эмиль Кереш,  венгерский театральный деятель, актёр, режиссёр.
- 8 апреля — Мирча Албулеску, румынский актёр театра и кино.
- 28 апреля —  Санат Диванов, народный артист Узбекской ССР.
- 9 сентября — Ефремов, Сергей Иванович, украинский режиссёр театра кукол, основатель Киевского муниципального академического театра кукол, Народный артист Украины
- 2 ноября — Эгон Вольф, чилийский драматург.